# Aziz Haydarov
Aziz Haydarov (Азиз Ҳайдаров, ur. 8 lipca 1985) – uzbecki piłkarz grający na pozycji pomocnika.

## Kariera klubowa
Karierę piłkarską Haydarov rozpoczął w klubie Lokomotiv Taszkent. W 2004 roku zadebiutował w jego barwach w pierwszej lidze uzbeckiej. W Lokomotivie grał przez trzy sezony. Na początku 2007 roku odszedł z Lokomotivu do Kuruvchi Taszkent, z którym został wicemistrzem kraju. W 2008 roku klub został przemianowany na Bunyodkor Taszkent i jeszcze w tym samym roku wywalczył mistrzostwo i Puchar Uzbekistanu. W 2009 roku Haydarov obronił z Bunyodkorem tytuł mistrzowski.

## Kariera reprezentacyjna
W reprezentacji Uzbekistanu Haydarov zadebiutował w 2007 roku. W tym samym roku został powołany przez selekcjonera Raufa Inileyeva do kadry na Puchar Azji 2007. Tam wystąpił w 3 spotkaniach: z Iranem (1:2), z Chinami (3:0) i ćwierćfinale z Arabią Saudyjską (1:2).